# The Giving Pledge
The Giving Pledge è una organizzazione nata per incoraggiare le persone estremamente ricche a contribuire con la maggior parte del loro patrimonio a cause filantropiche. Al 2022 si contavano 236 firmatari da 28 Paesi. La maggior parte dei firmatari sono miliardari e, al 2016, si stima che le loro donazioni ammontassero a 600 miliardi di dollari.

## Descrizione
L'obiettivo dichiarato dell'organizzazione è quello di ispirare le persone ricche del mondo a devolvere almeno la metà del loro patrimonio netto alla filantropia, durante la loro vita o alla loro morte. L'impegno è un gesto pubblico di intenzione di donare, non un contratto legale. Sul sito web dell'organizzazione ogni firmatario ha pubblicato una lettera in cui spiega la motivazione per la quale ha scelto di donare.

## Storia
Nel giugno 2010 è stata annunciata ufficialmente la creazione dell'organizzazione da parte di Bill Gates, Melinda French Gates e Warren Buffett che hanno iniziato a reclutare membri. Ad agosto 2010 la ricchezza complessiva dei primi 40 aderenti alla campagna era di 125 miliardi di dollari. Nell'aprile 2011, il numero di aderenti era salito a 69 miliardari; l'anno successivo, l'Huffington Post ha riportato che un totale di 81 miliardari avevano dato il loro contributo. Non tutti i donatori sono miliardari.